# لولا لولان
لولا لولان (زاده ۲۰ بهمن ۱۳۷۴)؛ بازیگر و خواننده و ترانه سرای فرانسوی است. او بیشتر برای بازی در فیلم‌های لحظه‌ای جنون (۲۰۱۵)، پرنده آبی در قلب من (۲۰۱۸) و مقابله (۲۰۱۹) شناخته شده‌است.

## زندگی‌نامه
لولا لولان در خانواده‌ای هنرمند زاده شد. پدرش اریک لولان نوازنده معروف ترومپت است و مادرش والری استرو بازیگر، نویسنده و کارگردان فرانسوی است. او اولین حضورش در سینما را در سال ۲۰۱۵ و بازی در نقش اصلی لحظه‌ای جنون تجربه کرد. او یک خواهر دوقلو نیز دارد.